# Jan Theron
Jacob Louis „Jan” Theron (ur. 25 sierpnia 1930 w Marquard, zm. 24 listopada 1993 w Pretorii) – południowoafrykański zapaśnik, dwukrotny uczestnik igrzysk olimpijskich – w 1952 i 1956. Na obu zawodach startował w stylu wolnym, w wadze półciężkiej. W Helsinkach zajął 6. miejsce, a w Melbourne odpadł w trzeciej rundzie. Ponadto zajął pierwsze miejsce na Igrzyskach Imperium Brytyjskiego i Wspólnoty Brytyjskiej 1954 oraz tej samej imprezie cztery lata później.